# (443103) 2013 WT67
(443103) 2013 WT67 es un asteroide que forma parte de los asteroides Apolo, descubierto el 29 de noviembre de 2013 por el equipo del Spacewatch desde el Observatorio Nacional de Kitt Peak, Arizona, Estados Unidos.

## Designación y nombre
Designado provisionalmente como 2013 WT67.

## Características orbitales
2013 WT67 está situado a una distancia media del Sol de 1,035 ua, pudiendo alejarse hasta 1,234 ua y acercarse hasta 0,836 ua. Su excentricidad es 0,192 y la inclinación orbital 21,469 grados. Emplea 384,55 días en completar una órbita alrededor del Sol.
Los próximos acercamientos a la órbita terrestre ocurrirán el 7 de agosto de 2033, el 18 de agosto de 2034 y el 9 de agosto de 2035.

## Características físicas
La magnitud absoluta de 2013 WT67 es 17,97.